# Jennifer Bongardt
Jennifer Bongardt (n. 8 septembrie 1982, Hagen) este o canotoare germană. Bongardt ia parte la concursurile slalom de caiac. Acest sport îl practică de la vârsta de 9 ani. În septembrie 2007 apare poza ei într-o revistă playboy.

## Palmares
- 1999 - locul  1.  Juniori -  Campionatul European
- 2000 - locul  1.  Juniori -   Campionatul Mondial (la individual și cu echipa)
- 2003 - locul  2.  Campionatul Mondial în Augsburg (la individual și cu echipa)
- 2004 - locul  9.  Jocurile Olimpice  în Atena
- 2005 - locul  8.  Campionatul Mondial
- 2005 - locul  5.  Campionatul Mondial Penrith/Australia
- 2006 - locul  2.  ICF- în ierahia mondială
- 2006 - locul  2.  ICF-Campionatul Mondial rezultat general
- 2006 - locul  3.  Campionatul Mondial / Praga (la individual și cu echipa)
- 2006 - locul  2.  Campionatul European - titlul   L'Argentière la Bessée
- 2006 - locul  2.  Campionatul Mondial
- 2007 - locul  1.  Campionatul Mondial / Foz do Iguaçu (la individual și cu echipa)
- 2007 - locul  8.  Campionatul Mondial
- 2007 - locul  1.  Campionatul European / Slovacia (cu echipa)
- 2008 - locul  15.  Jocurile Olimpice  în Peking
  - A fost campioană națională multiplă, ocupând locul 1 în anii 1997, 1998, 2000 și 2007.